# 瓦伦提尼安二世
小弗拉维斯·瓦伦提尼安努斯（拉丁語：Flavius Valentinianus Iunior，371年—392年5月15日），通称瓦伦提尼安二世（Valentinian II），罗马帝国西部皇帝（375年－392年在位）。
四岁时其父瓦伦提尼安一世逝世。此后，瓦伦提尼安一世的将军们拒绝完全拥戴其长子格拉提安，而是宣称瓦伦提尼安二世也是罗马皇帝。格拉提安被迫认可了这一事实，并将意大利、北非和伊利里亚西部交给瓦伦提尼安二世统治，自己仅保留了高卢、西班牙和不列颠。
由于瓦伦提尼安二世年幼，其母優优斯提那把持了朝政，建都于米兰，同时也受到基督教米兰主教安波罗修的影响，双方争斗不已。383年，马格努斯·马克西穆斯在不列颠发动叛乱，格拉提安战败后被刺杀。虽然在安波罗修的调停下，瓦伦提尼安二世和马克西穆斯曾经达成过一段时期的妥协，东部皇帝狄奥多西一世也承认了马克西穆斯的皇帝地位。但是马克西穆斯仍然在387年入侵意大利，瓦伦提尼安二世同其母被迫逃往萨洛尼卡，托庇于狄奥多西一世帐下。388年，狄奥多西一世以拥戴瓦伦提尼安二世复位为名，出兵击败马克西穆斯，在名义上恢复了瓦伦提尼安二世的皇帝地位。
此后，瓦伦提尼安二世被安置在远离意大利本土的高卢小镇维也纳，朝政完全被效忠于尤吉尼厄斯的大将阿波盖斯特控制。瓦伦提尼安二世对此十分不满，392年，他宣布将阿波盖斯特撤职。但是，阿波盖斯特完全拒绝接受，声称他本就不是被瓦伦提尼安二世任命的。双方矛盾进一步激化，5月15日，瓦伦提尼安二世被发现吊死于宫中，阿波盖斯特宣布他是自杀。
瓦伦提尼安二世死后，狄奥多西一世成为了全罗马的皇帝。